# Фокас (лунный кратер)
Кратер Фокас (лат. Focas), не путать с кратером Фокас на Марсе, — крупный ударный кратер в южном полушарии обратной стороне Луны. Название присвоено в честь греческо-французского астронома Ионаса Фокаса (1909—1969) и утверждено Международным астрономическим союзом в 1970 г. 

## Описание кратера

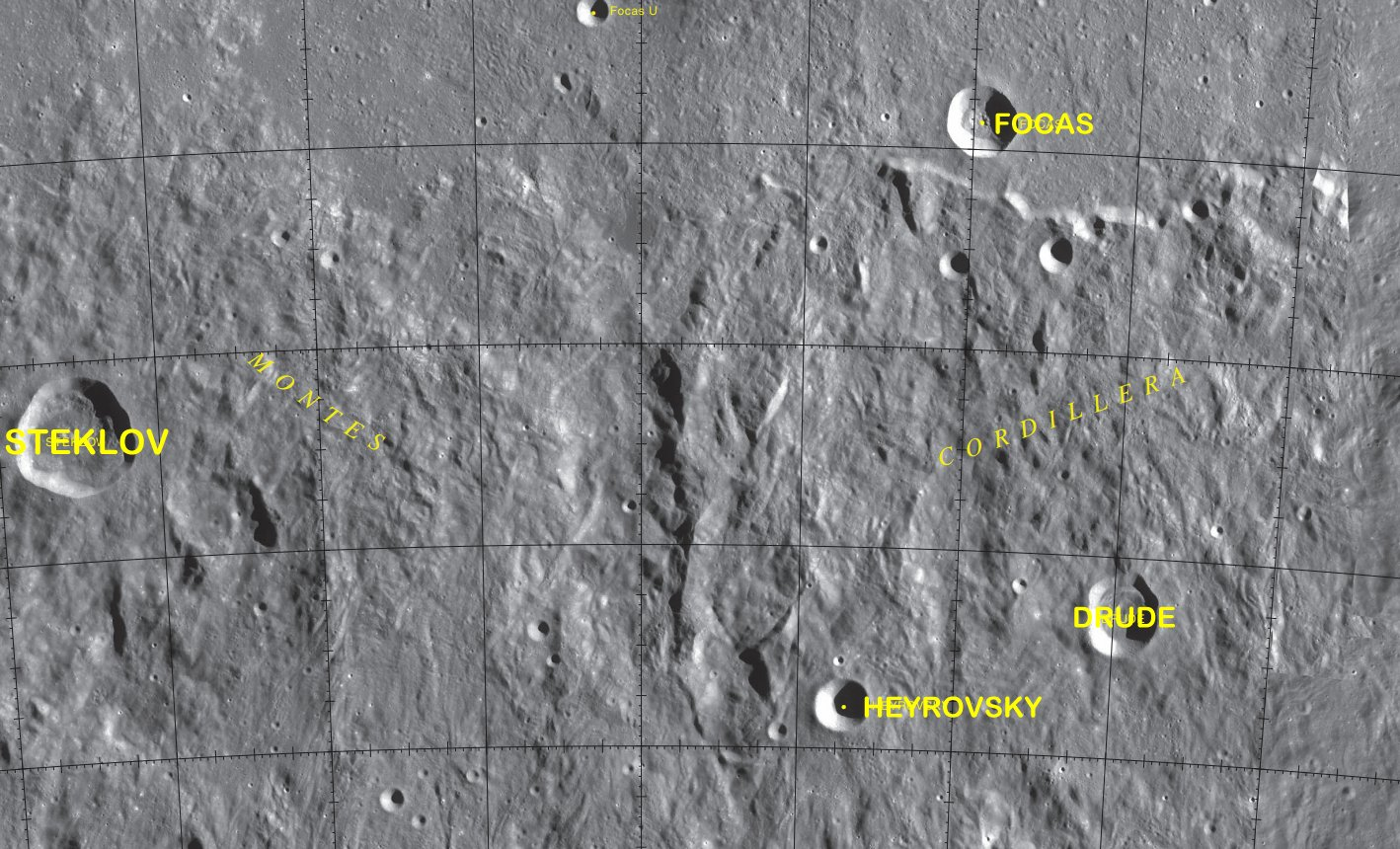
Окрестности кратера Фокас. Фрагмент карты LAC-123.

Кратер Фокас расположен в южной части кольцевой долины между горами Рук и Кордильеры. Ближайшими его соседями являются кратер Шулейкин на севере; кратеры Райт и Шейлер на востоке; кратеры Хейровский и Друде на юге. На севере-северо-западе от кратера расположены борозды Фокаса. Селенографические координаты центра кратера 33°42′ с. ш. 93°55′ з. д. / 33,7° с. ш. 93,91° з. д., диаметр 22,0 км, глубина 1,8 км
Кратер Фокас имеет циркулярную форму и практически не разрушен. Вал с четко очерченной острой кромкой. Внутренний склон вала неравномерный по ширине, гладкий, спускающийся к плоскому дну чаши диаметром приблизительно в половину диаметра кратера. Высота вала над окружающей местностью достигает 810 м, объем кратера составляет приблизительно 300 км³. Дно чаши несколько пересеченное, с небольшим хребтом в центре чаши.

## Сателлитные кратеры

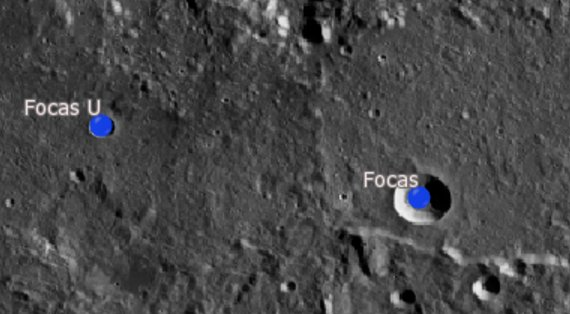
Снимок зонда Lunar Rec.

| Фокас | Координаты                                            | Диаметр, км |
| ----- | ----------------------------------------------------- | ----------- |
| U     | 32°40′ ю. ш. 98°35′ з. д. / 32,67° ю. ш. 98,58° з. д. | 9,5         |

## См.также
- Список кратеров на Луне
- Лунный кратер
- Морфологический каталог кратеров Луны
- Планетная номенклатура
- Селенография
- Минералогия Луны
- Геология Луны
- Поздняя тяжёлая бомбардировка